# Svetlana Pankratova
Svetlana Pankratova (Russisch: Светлана Панкратова) (Wolgograd (Russische SFSR) 29 april 1971) heeft, volgens het Guinness Book of Records, de langste vrouwenbenen op aarde. Hoewel ze niet de langste vrouw ter wereld is, ze is 196 cm lang, zijn haar benen 132 cm lang. Ze heeft ook zeer grote voeten met schoenmaat 46.
Pankratova verscheen op 16 september 2008 in Trafalgar Square in London met He Pingping, de kleinste man op aarde voor de promotie van de 2009-editie van het Guinness Book of Records.
Pankratova speelde in een vrouwenploeg basketbal op de VCU Rams in Richmond van 1992 tot 1995. Ze heeft drie records op haar naam staan, te weten:
- No. 1 ⁃ Career Blocked Shots, 1992–95 (176)
- No. 1 ⁃ Single Season Total Blocked Shots, 1994–95 (75)
- No. 8 ⁃ Single Season Field Goals, 1994–95 (178)